# Musée d'art et d'archéologie di Valence
 Il Musée d'art et d'archéologie di Valence (Museo d'arte e archeologia di Valence) è un museo della città di Valence (Drôme) situato in 4 place des Ormeaux, di fronte alla cattedrale di Saint-Apollinaire nel quartiere di Vieux Valence. 
Le sue collezioni, che comprendono oltre 20.000 opere, offrono un ampio panorama della storia dell'uomo e delle arti, dalla preistoria regionale all'arte contemporanea. Il museo ha due sezioni: la sezione di Archeologia ripercorre la storia delle civiltà che vivevano nella media valle del Rodano, dalla preistoria fino all'epoca moderna; la sezione Arte riunisce dipinti, disegni, sculture e arti decorative. 
L'edificio ospita anche una biblioteca di quasi 10.000 opere e riviste specializzate in arte e archeologia.

## Presentazione

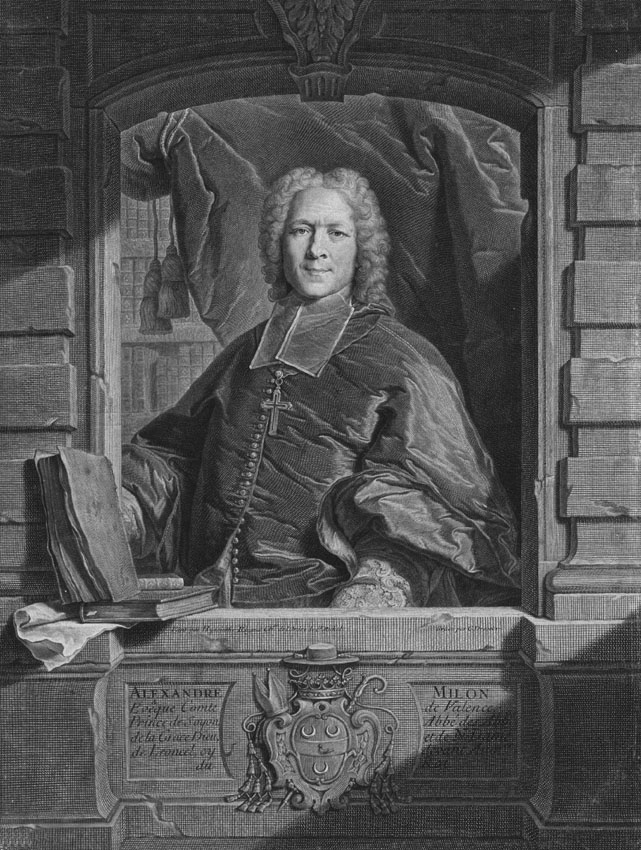
Ritratto di Alexandre Milon de Mesmes, vescovo di Valence.

Il museo di Valence è l'unico museo di belle arti e archeologia del dipartimento della Drôme, le cui collezioni comprendono dipinti, disegni, sculture, arti decorative dal XVI al XX secolo, nonché reperti archeologici. 
Nato ufficialmente nel 1850 in seguito a una decisione del consiglio comunale, sembra che il museo di arte e archeologia di Valence abbia origini molto precedenti. Un primo museo delle Arti, infatti, sarebbe stato creato su iniziativa dei rivoluzionari. Sembra che la struttura classica risalente al XVIII secolo sia da attribuire a Alexandre Milon de Mesme, vescovo di Valence dal 1726 al 1771. Ospitato nell'ex palazzo vescovile della città dai primi anni del XX secolo, il museo è stato gradualmente arricchito con numerose opere, divise in due collezioni. 
La collezione di archeologia offre una panoramica cronologica e tematica sulla storia delle civiltà che occuparono la città di Valence, la Drôme e la media valle del Rodano, dalla Preistoria al Medioevo attraverso sia oggetti della vita quotidiana sia reperti degli insediamenti, dei riti funebri ed elementi architettonici. 
La collezione di belle arti riunisce dipinti, disegni e sculture dal XVI al XX secolo. Troviamo rappresentanti di diverse scuole, quelle fiamminga e olandese, quella francese per i paesaggi e quella italiana per le nature morte. La collezione di dipinti di Hubert Robert, artista francese del XVIII secolo soprannominato Robert des Ruines ("Robert delle rovine"), è la collezione più importante del museo di Valence. Le altre collezioni spaziano dalla ceramica alla numismatica, dal mobilio alle scienze naturali.

## Ampliamento del museo (2009-2013)

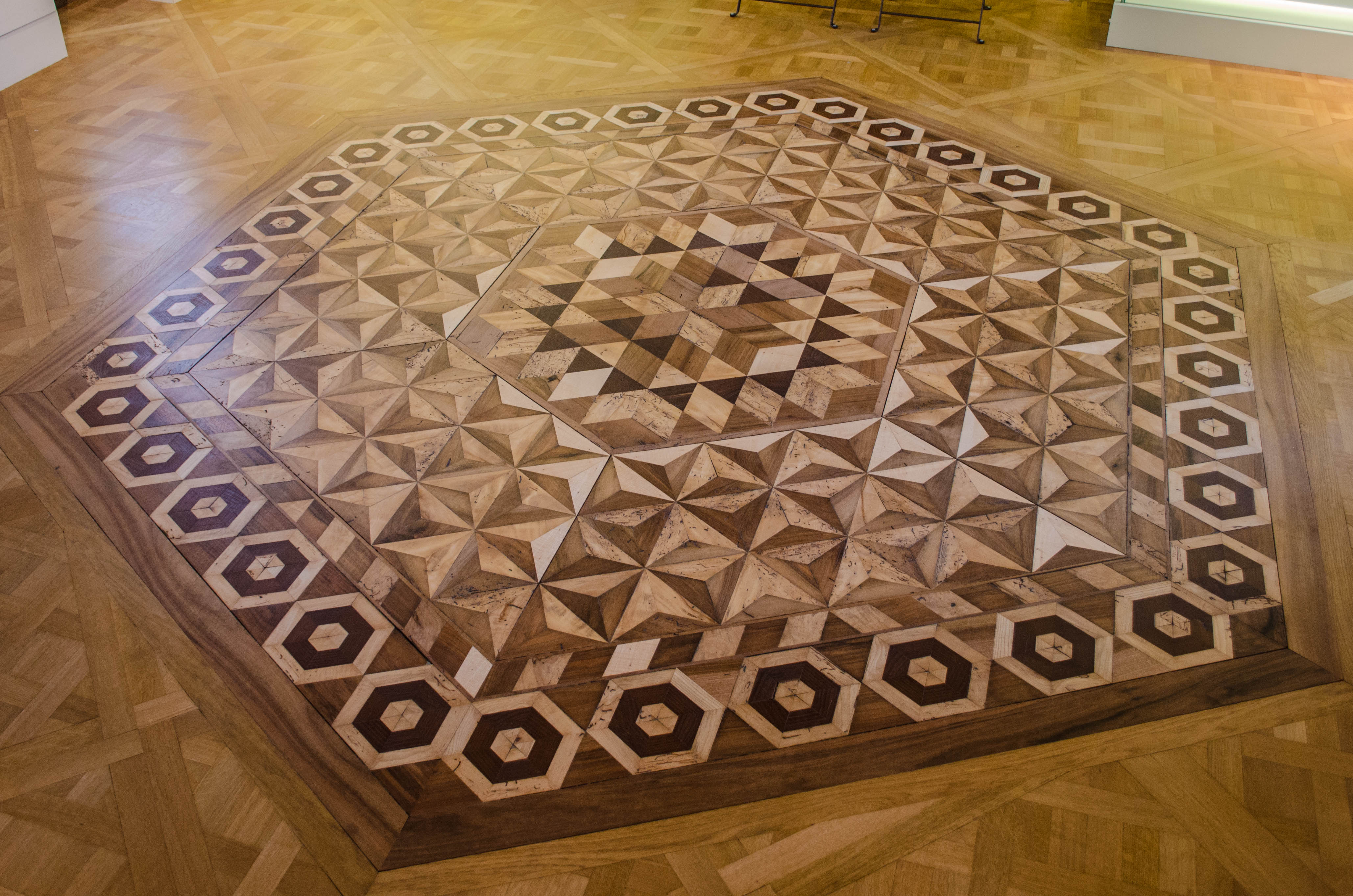
Parquet di una delle stanze.

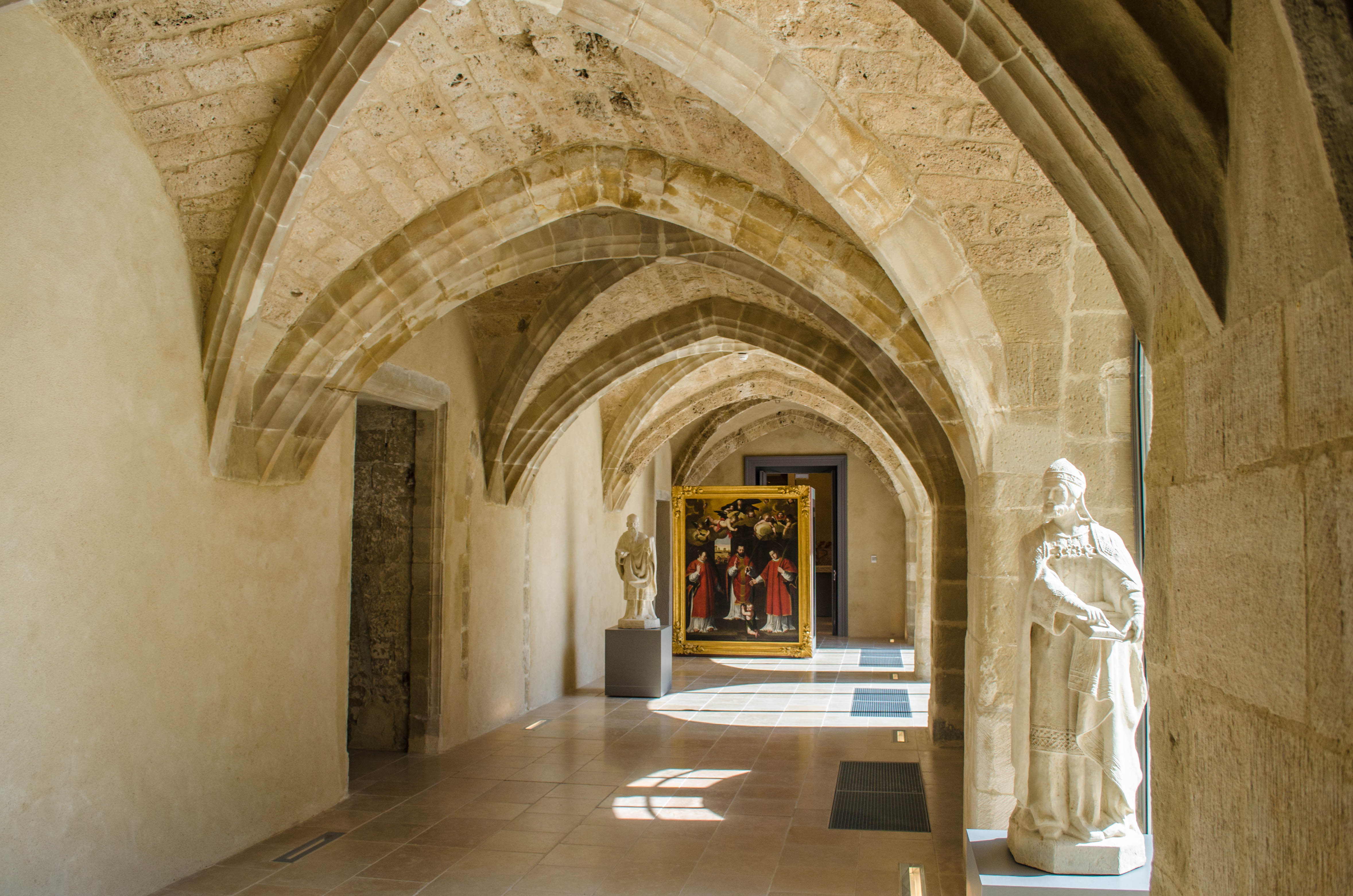
Galleria dell'antico chiostro.

L'ultima ristrutturazione dell'edificio risale al 1971. I lavori di ristrutturazione del museo di Valence, realizzati dall'architetto Jean-Paul Philippon, portano all'ampliamento dell'edificio (da 2.000 a 5.750 m2), alla creazione di un belvedere che offre una vista a 360° del paesaggio naturale e urbano della Drôme e dell'Ardèche, alla costruzione di un edificio dall'architettura contemporanea e alla valorizzazione del patrimonio storico e architettonico del luogo; la creazione di un ingresso sul lato dei viali attraverso la costruzione di una passerella aerea, inizialmente prevista, non è stata realizzata per motivi di sicurezza. 
I lavori di ampliamento del museo (iniziati nel 2009) sono stati completati a dicembre 2013. Il trasferimento del museo è stato gestito dalla società LP Art in collaborazione con una società di traslochi della Drôme, Delacquis Contini, durante il periodo da agosto a novembre 2013. L'apertura al pubblico è avvenuta il 14 dicembre 2013. 
La nuova struttura del museo è costituita da trentacinque sale, distribuite su cinque piani: al piano terra si trovano le collezioni archeologiche, che continuano al quinto e al quarto piano, mentre nei piani centrali troviamo le collezioni delle epoche più recenti.  Secondo l'architetto e la squadra di restauro, la nuova disposizione ha agevolato gli spostamenti sia attraverso le scale sia attraverso gli ascensori e sfruttato l'illuminazione naturale, aprendo il panorama a un'ampia veduta della città e del Rodano e valorizzando l'architettura dell'antico palazzo vescovile. 

Se i lavori hanno effettivamente permesso di riorganizzare le collezioni in modo da presentarle in maniera diversa e di aumentare il numero di opere esposte, le estensioni moderne hanno anche in parte denaturato l'edificio originale, l'antico palazzo vescovile nel centro storico di Valence di fronte alla cattedrale. Questa incursione del contemporaneo (creazione di un belvedere particolarmente visibile sopra un tetto antico, inserimento di una ala nuova tra due ali antiche) e l'apertura di alcuni ambienti storici in un edificio emblematico del patrimonio della città di Valence finora ben conservato sono stati denunciati da alcuni difensori del patrimonio. Il nuovo assetto, tuttavia, ha messo in luce parti antiche e ha aperto numerose prospettive sull'esterno. 

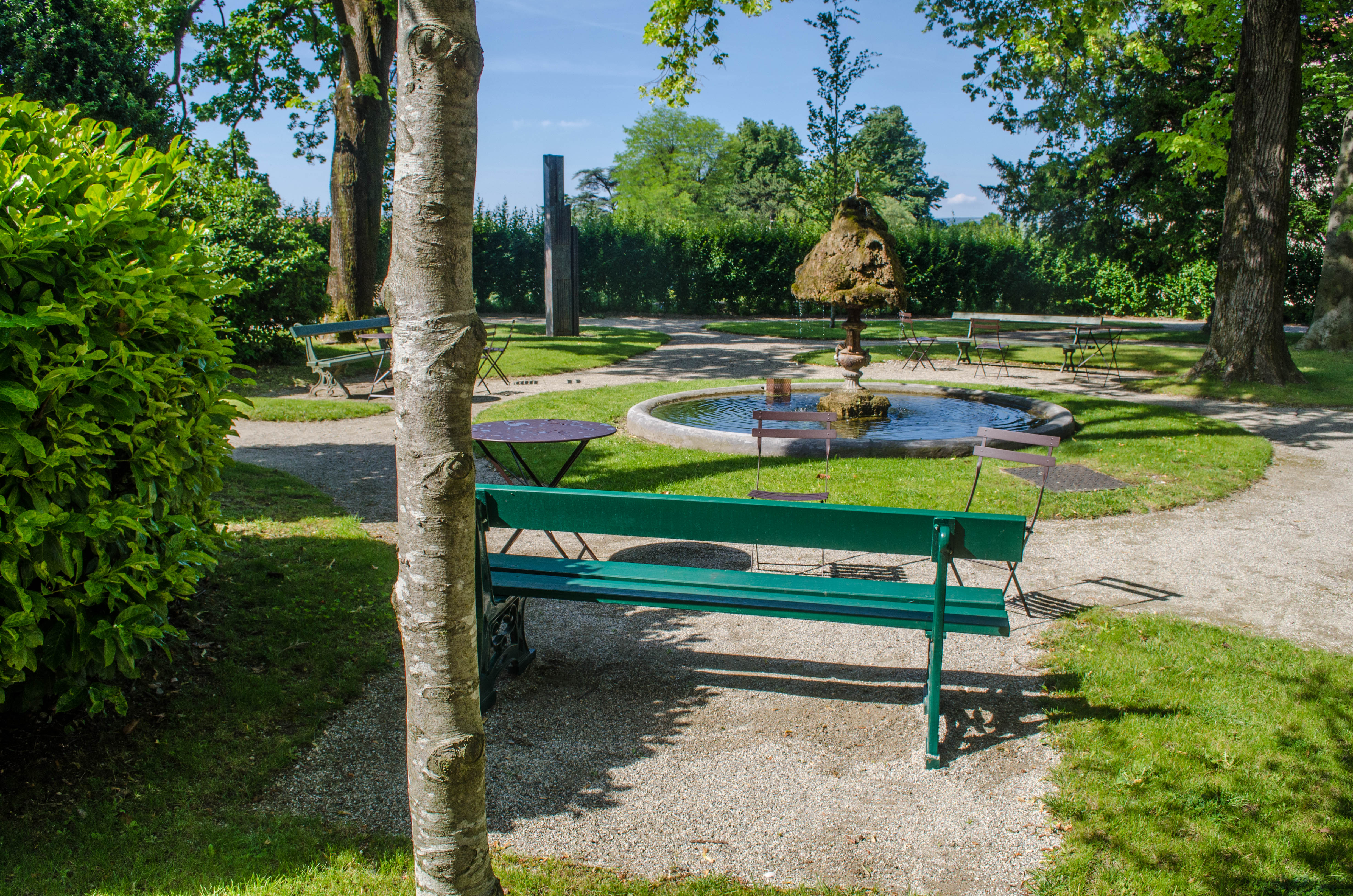
Il giardino.
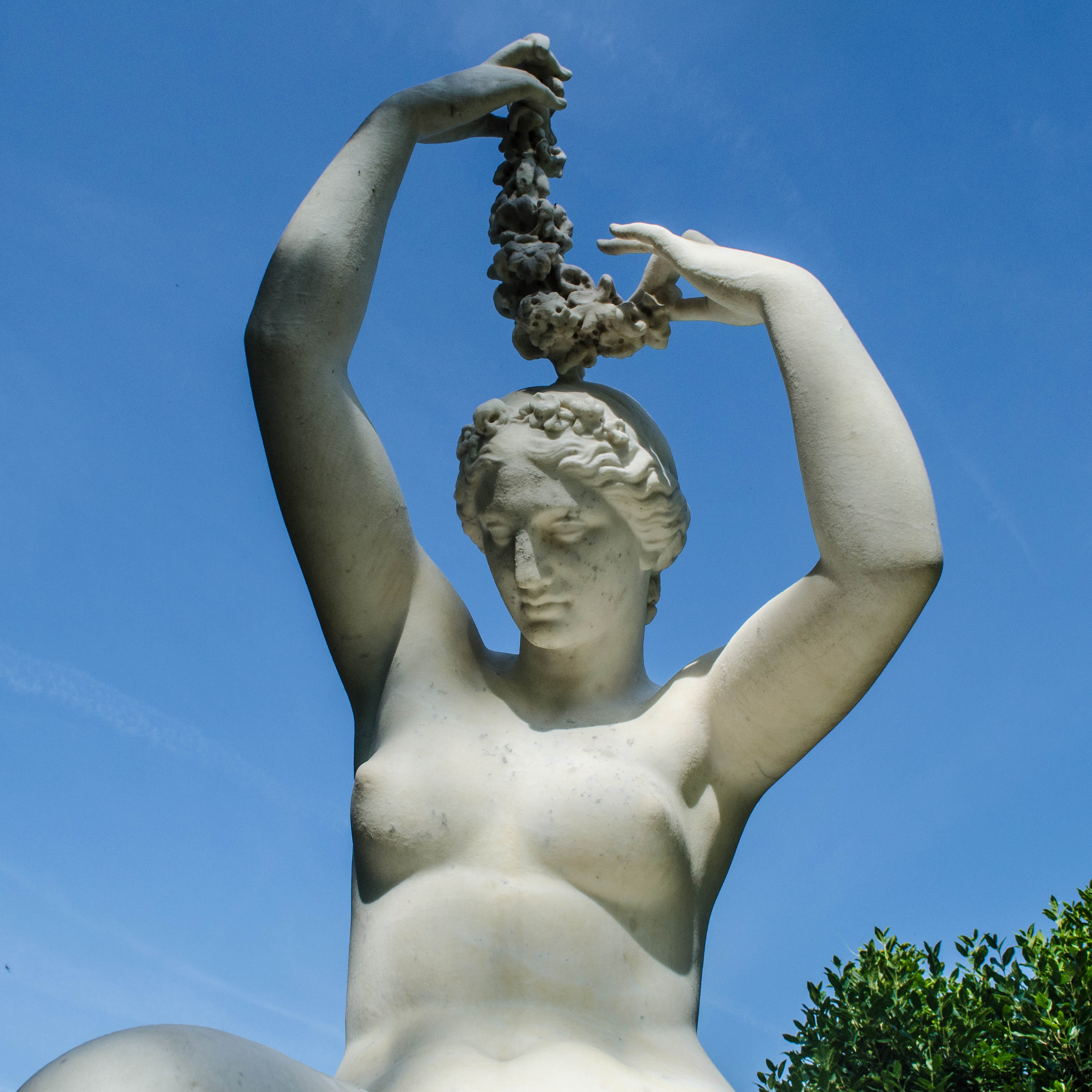
Particolare di una scultura in giardino.
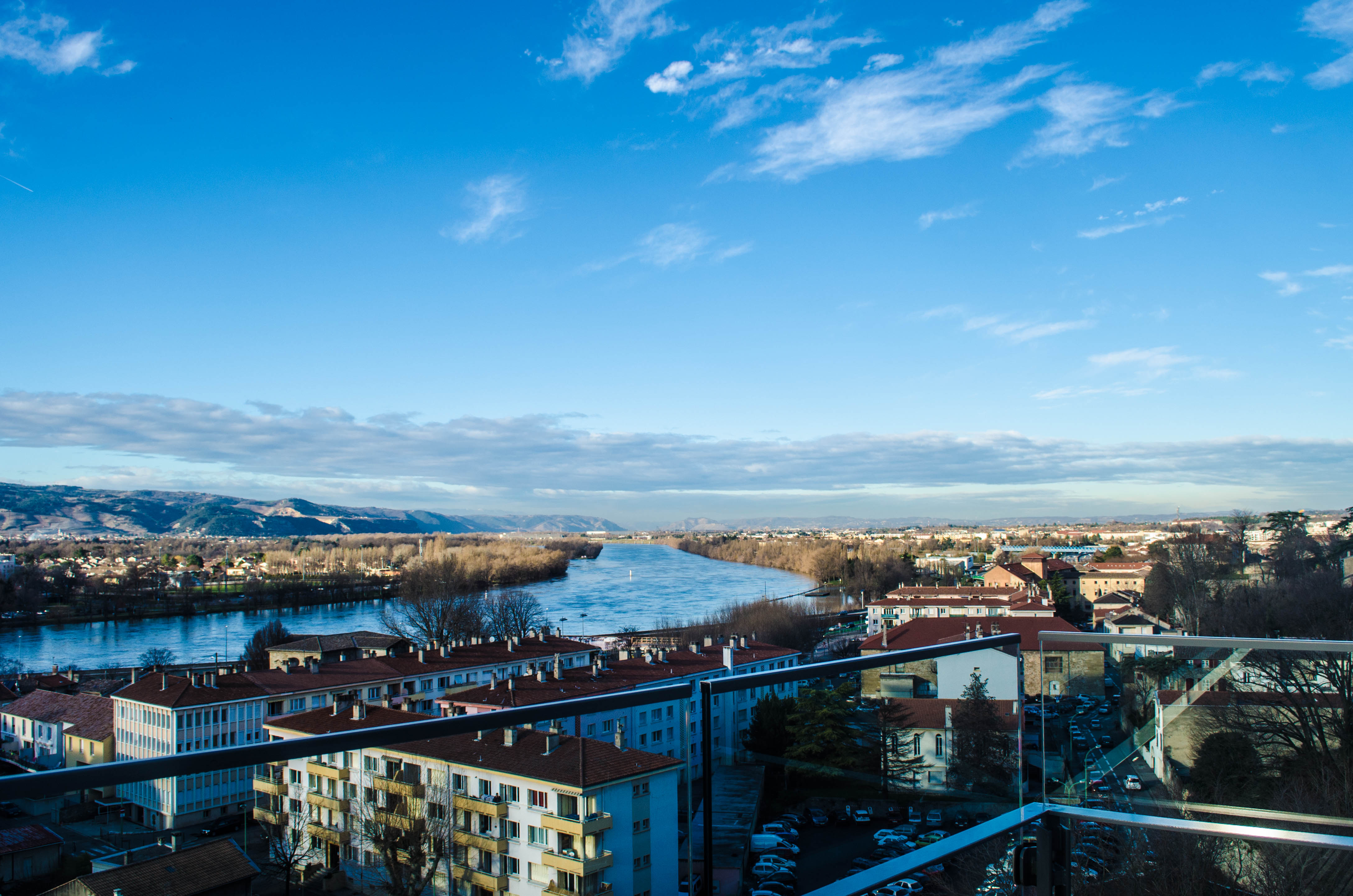
Vista a nord dalla terrazza superiore del museo.

## Collezioni

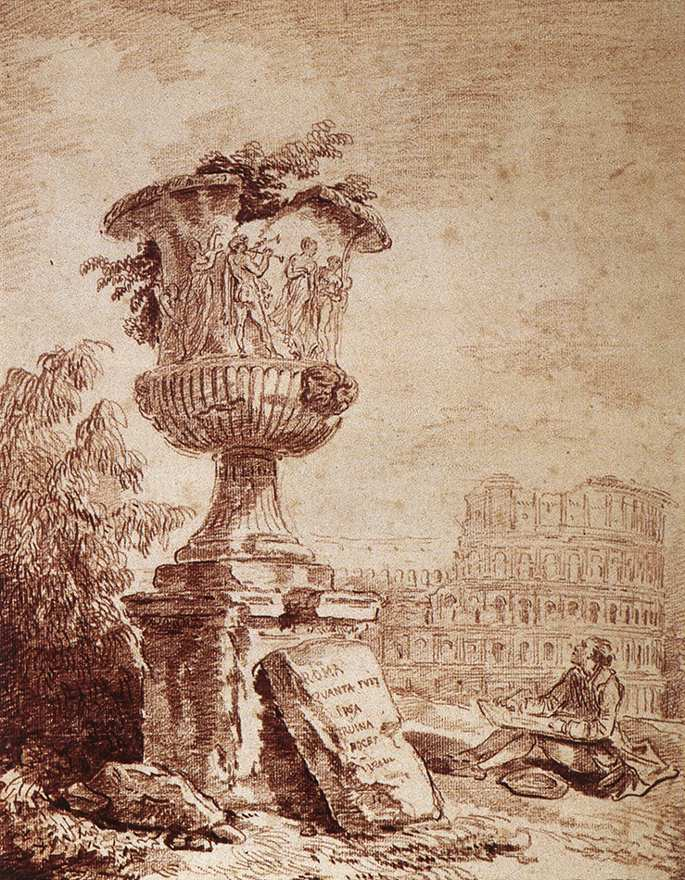
Hubert Robert, Il Vaso Borghese, sanguigna, 1775 ca.

Le collezioni del museo comprendono dipinti, disegni, sculture e arti decorative dal XVI al XX secolo, nonché una collezione di storia archeologica e una di storia naturale. 

### Opere d'arte
Le opere di arte pittorica esposte coprono un periodo che va dal XVI al XVII secolo e sono rappresentate dai quadri di Gillis van Coninxloo, Cornelis Norbertus Gysbrechts, Gerrit van Honthorst, Pieter van Mol, Pierre Patel, Jean-Baptiste Blanchard e Paolo Porpora. La pittura del XVIII secolo vede le opere di Hyacinthe Rigaud, Nicolas Courtin, Jean-Baptiste Perronneau, Jean-Nicolas Servandoni, Giovanni Paolo Panini, Jacob Philipp Hackert e una magnifica collezione di dipinti di Hubert Robert (che comprende anche molti disegni, soprattutto sanguigne), tra le più complete al mondo insieme a quella del Louvre e a quella dell'Ermitage . 

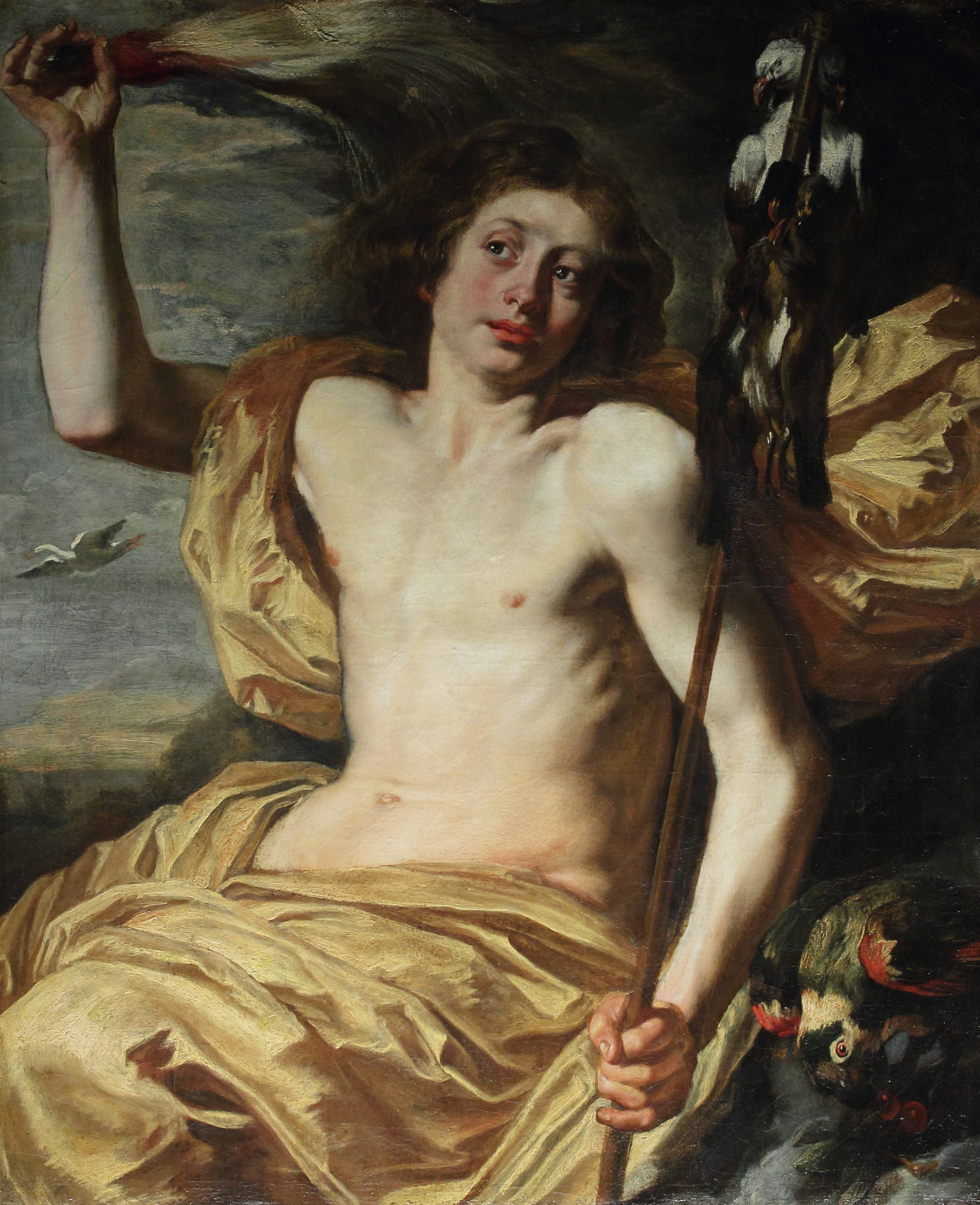
Pieter van Mol, Allegoria dell'aria (1620-1630 ca.).
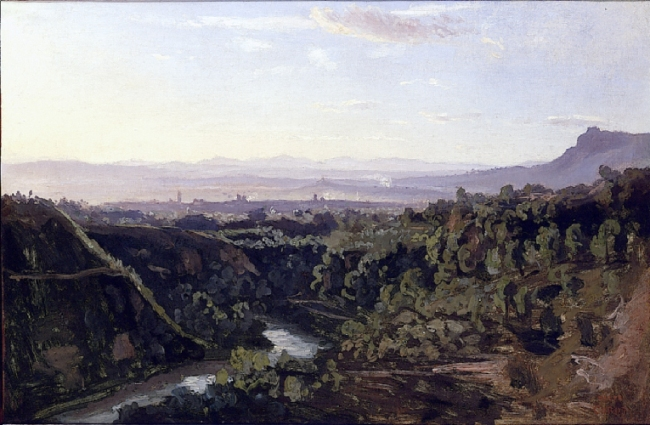
Corot, Papigno, coste scoscese e boscose (1826).

 Per il XIX secolo, la pittura storica è rappresentata da dipinti di Hippolyte Bellangé, Alexandre-Evariste Fragonard, Fortuné Dufau, Achille Devéria, Horace Vernet, mentre la scultura è rappresentata dalle opere di Louis Pierre Deseine e Auguste-Hyacinthe Debay. La pittura di paesaggio è rappresentata dalle opere di Jean-Joseph-Xavier Bidauld, Louis-Auguste Lapito, Eugène Delacroix, Paul Huet, Georges Michel, Stanislas Lépine, Charles-François Daubigny, Jean-Baptiste Camille Corot, Théodore Rousseau, Narcisse Díaz de la Peña ed Eugène Boudin . 
Per il XX secolo le opere esposte più importanti sono quelle di André Lhote, Bram van Velde, dello scultore Étienne-Martin, di Anne Dangar, Henri Michaux, Pierre Tal Coat, Gabriel Dauchot, Pierre Soulages e Gérard Garouste. 

### Archeologia
La collezione archeologica presenta numerose vestigia trovate in loco, altari, dei quali due altari taurobolici, sculture e mosaici (Le fatiche di Ercole) . 

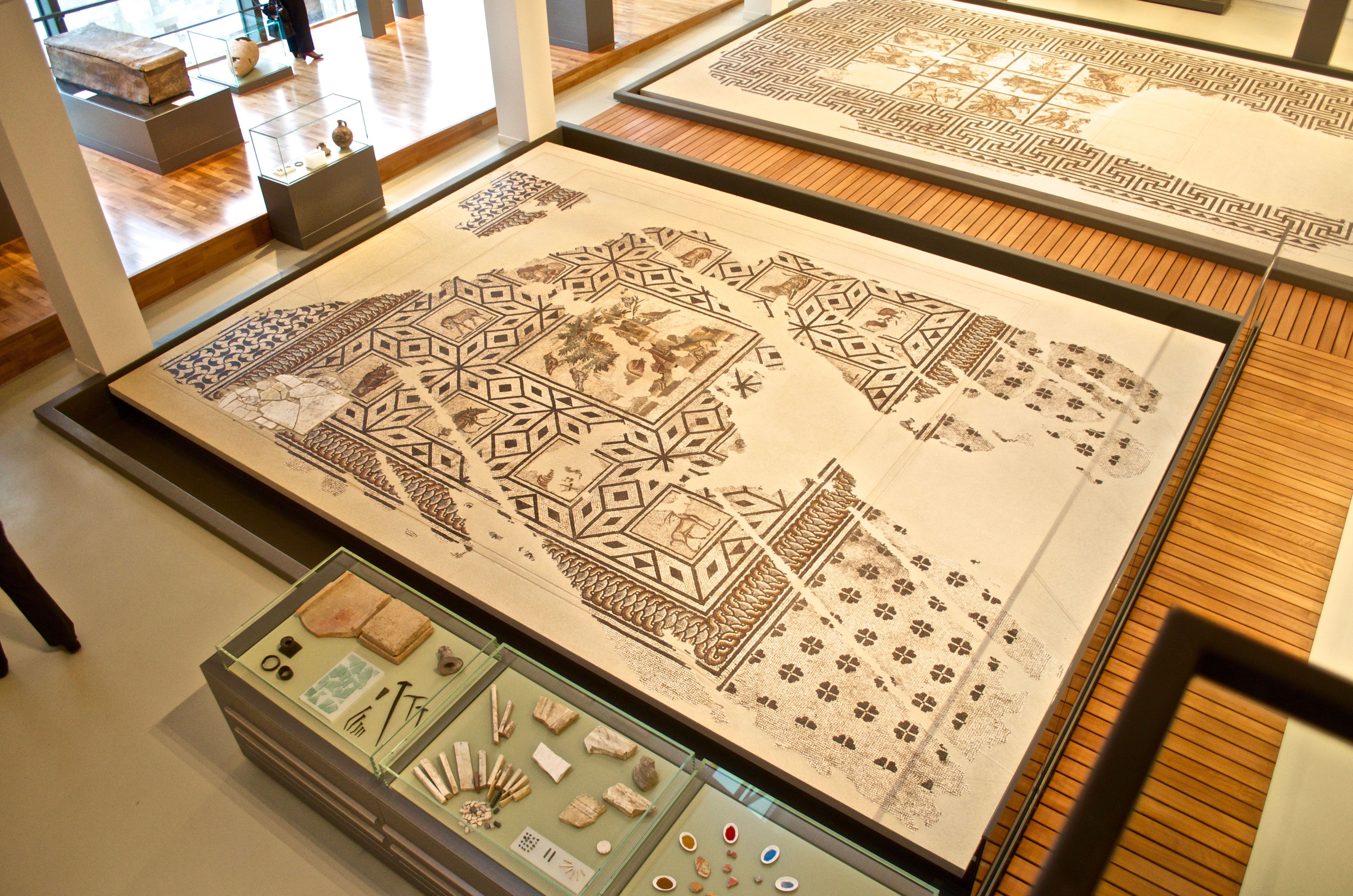
Sala dei mosaici
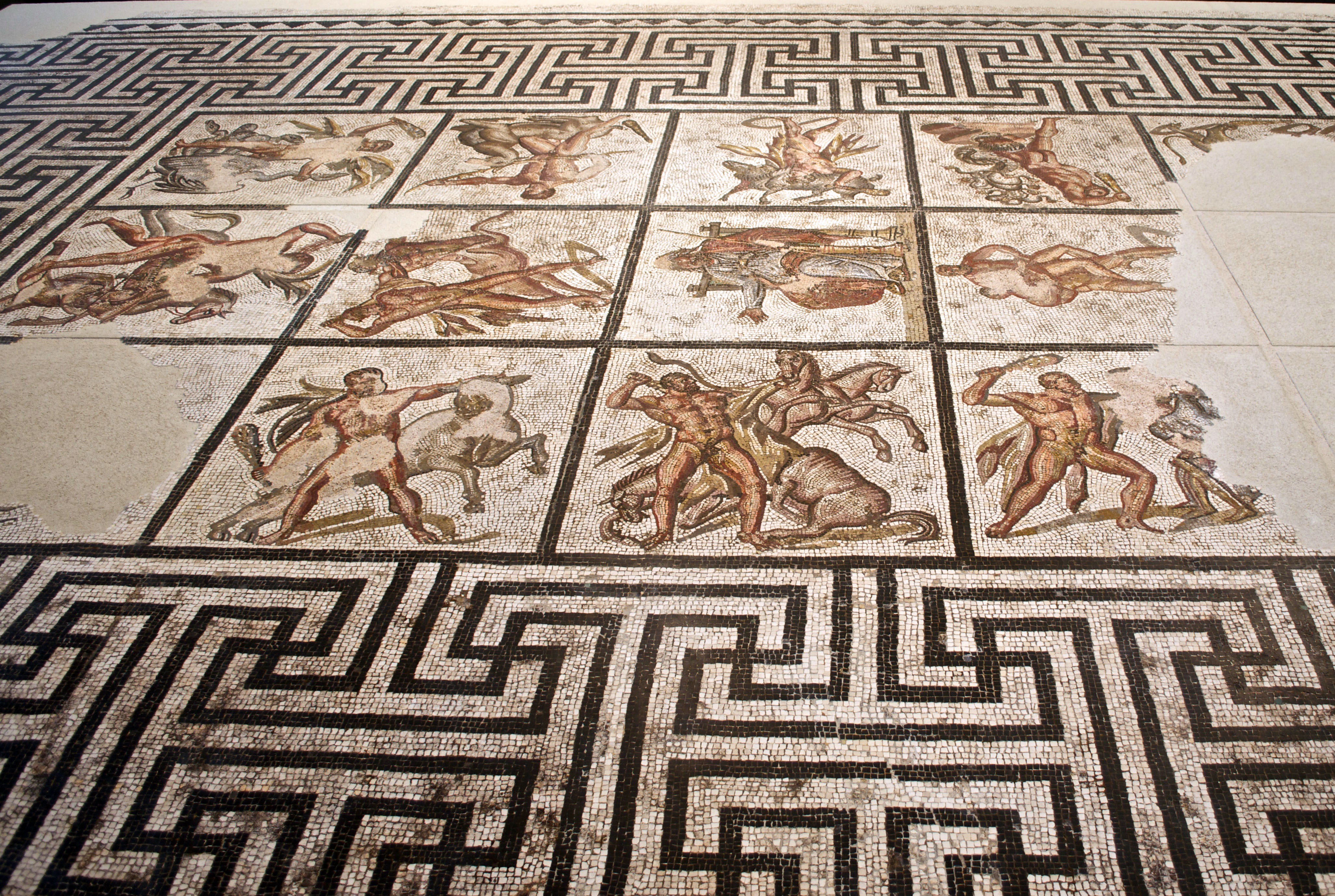
Mosaico de Le fatiche di Ercole
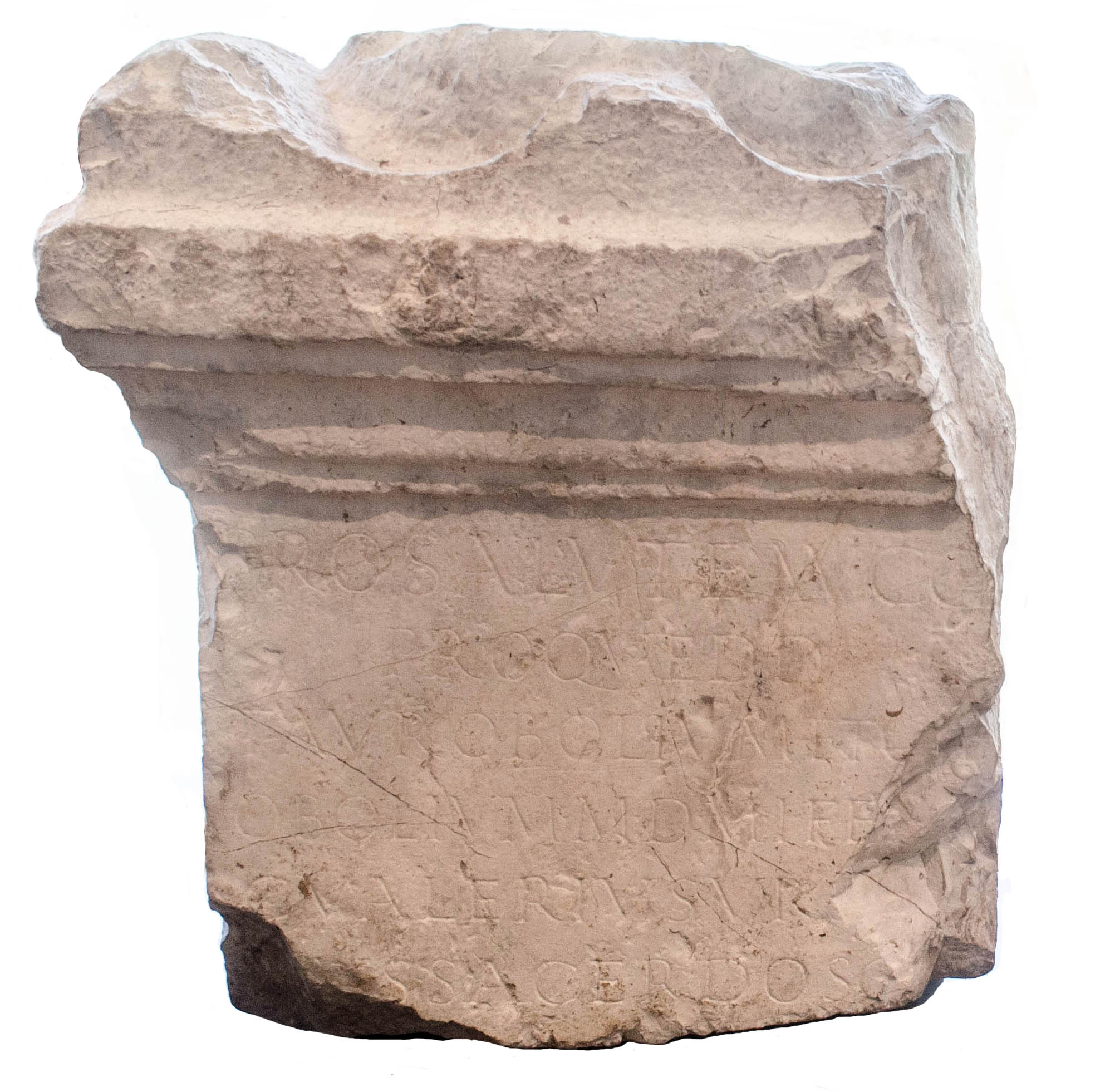
Altare taurobolico
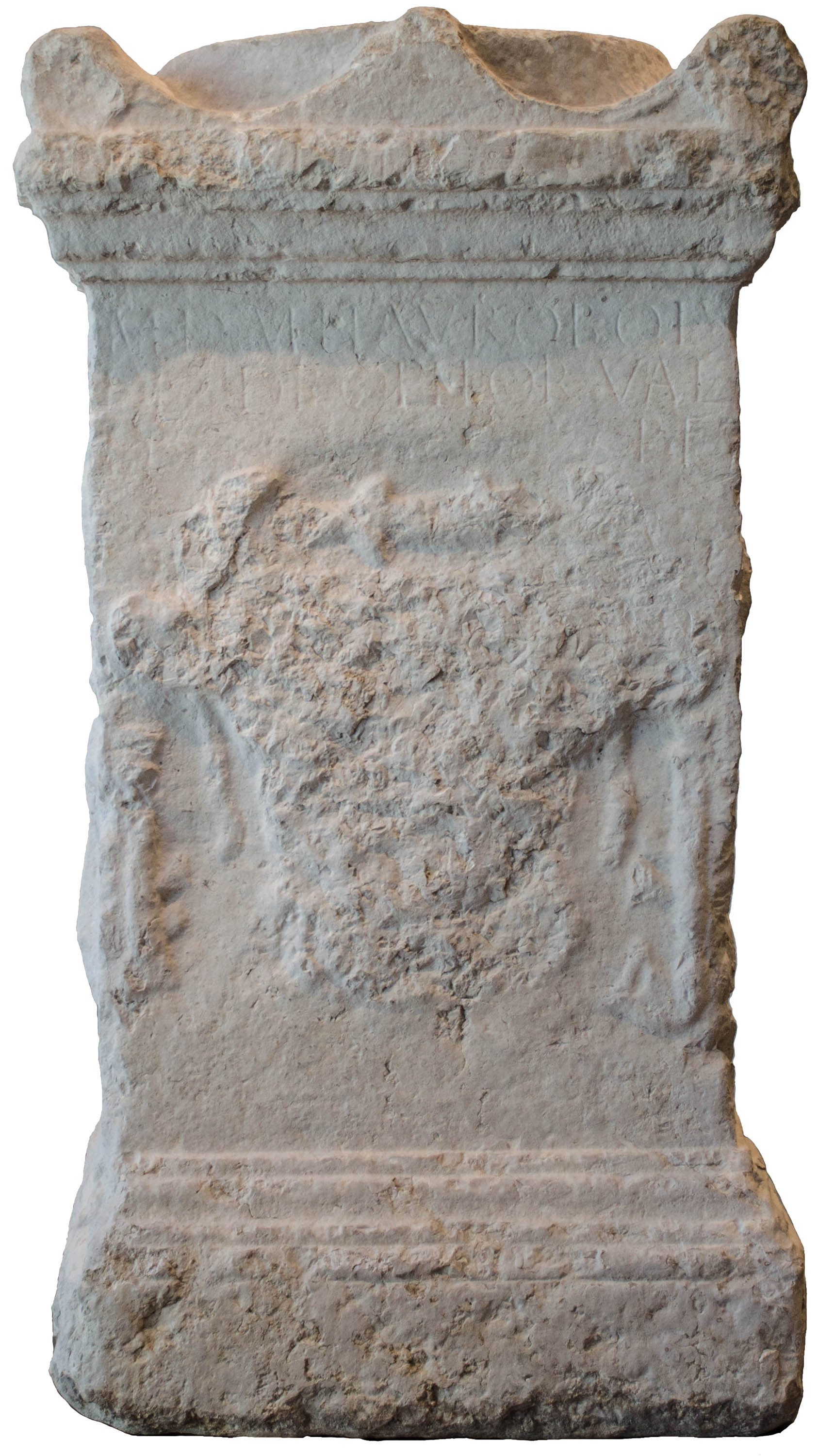
Altare dei dendrofori

### Storia Naturale
È stata conservata l'antica collezione di storia naturale che comprende molte specie animali naturalizzate. 

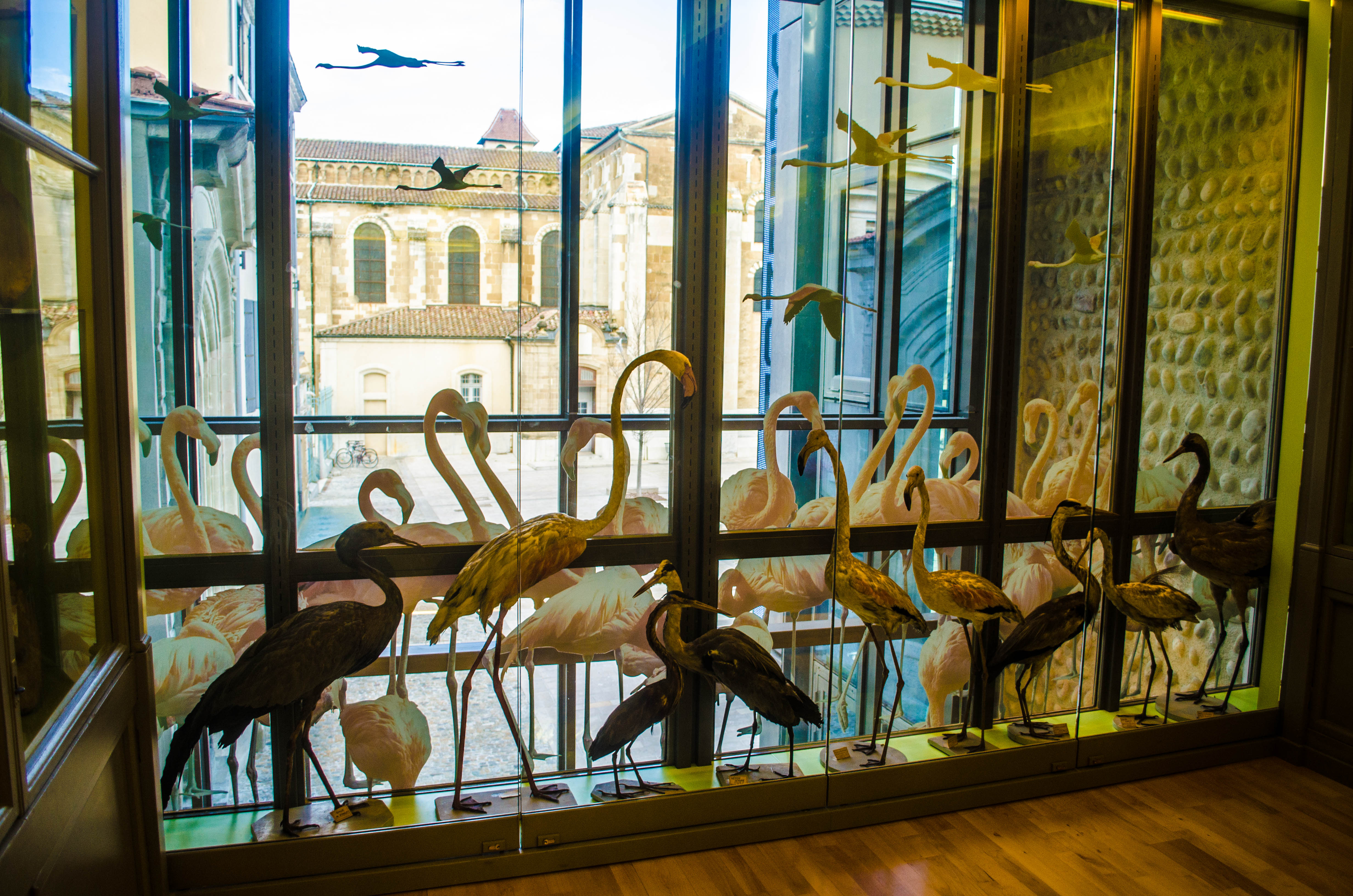
Galleria di storia naturale: fenicotteri rosa.
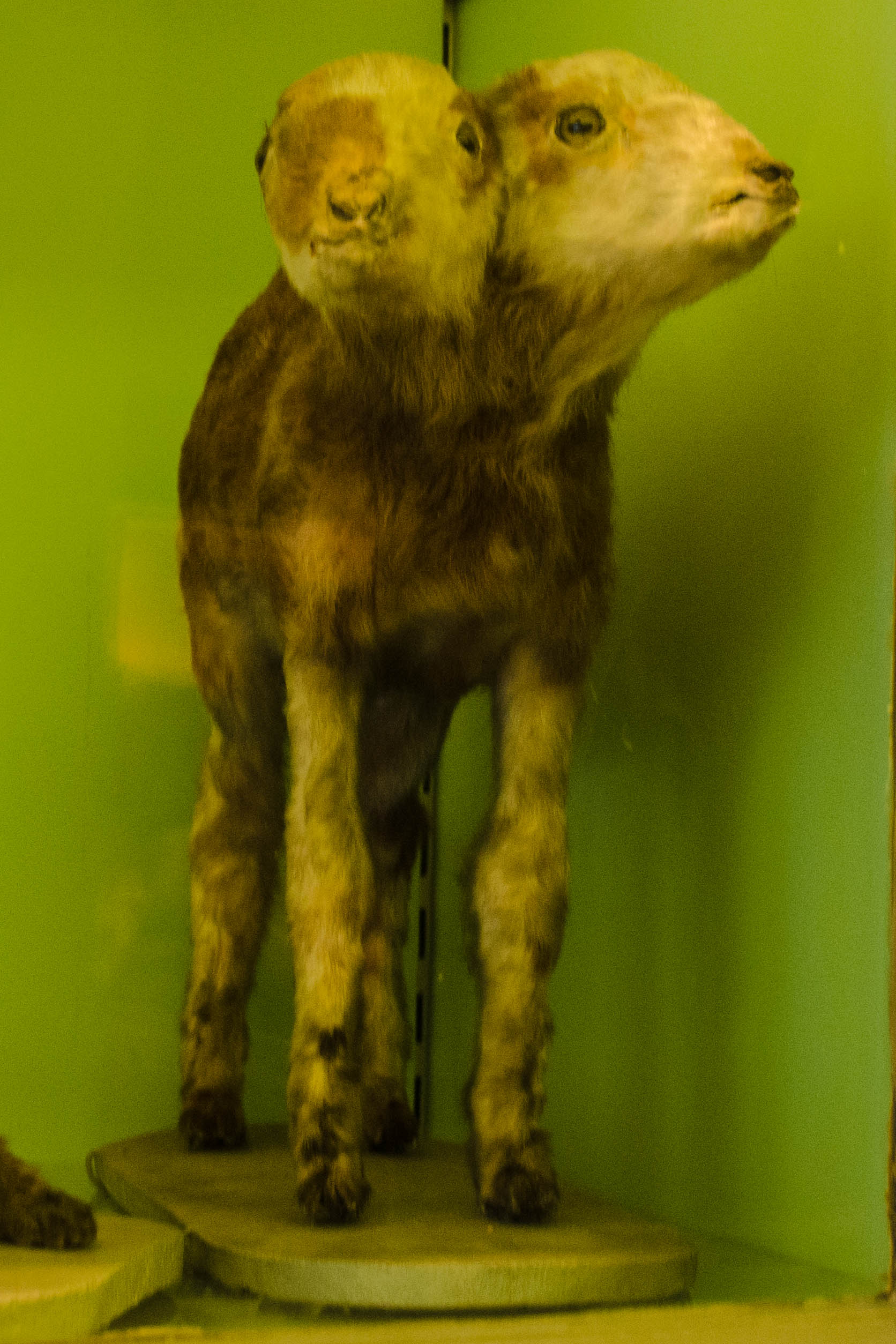
Il famoso capretto a due teste.

## Biblioteca Arsène-Héritier
Lo spazio museale ospita anche la biblioteca Arsène-Héritier, che contiene 10.000 volumi e riviste dedicate all'arte e all'archeologia. Funziona in rete con la biblioteca multimediale e la documentazione dell'École supérieure d'art et design ("Scuola superiore d'arte e design") di Valence. 
Arsène Héritier (1911-1998) fu insegnante e studioso nativo della Drôme, membro dell’Académie drômoise des lettres, des sciences et des arts ("Accademia delle lettere, delle scienze delle arti della Drôme"), presidente della Société des études universitaires drômoises ("Società degli studi universitari della Drôme"), autore di numerosi studi pubblicati su Revue drômoise e su Études drômoises.